# Laura Pellicoro
Laura Pellicoro (Vimercate, 24 dicembre 2000) è una mezzofondista italiana.

## Progressione

### 800 metri piani
| Stagione | Tempo   | Luogo                 | Data      | Rank. Mond. |
| -------- | ------- | --------------------- | --------- | ----------- |
| 2025     | 2'00"84 | Eugene                | 15-6-2025 |             |
| 2024     | 2'01"06 | Nembro                | 19-6-2024 |             |
| 2023     | 2'03"80 | Portland              | 6-5-2023  |             |
| 2022     | 2'03"17 | Fayetteville          | 28-5-2022 |             |
| 2021     | 2'05"06 | Corvallis             | 1-5-2021  |             |
| 2020     | 2'11"73 | Padova                | 28-8-2020 |             |
| 2019     | 2'07"69 | Borås                 | 18-7-2019 |             |
| 2018     | 2'15"09 | Cernusco sul Naviglio | 12-7-2018 |             |
| 2017     | 2'11"36 | Rieti                 | 17-6-2017 |             |
| 2016     | 2'13"10 | Olgiate Olona         | 17-7-2016 |             |
| 2015     | 2'22"83 | Bellinzona            | 24-6-2015 |             |

### 800 metri piani indoor
| Stagione | Tempo   | Luogo      | Data      | Rank. Mond. |
| -------- | ------- | ---------- | --------- | ----------- |
| 2024/25  | 2'00"92 | Seattle    | 15-2-2025 |             |
| 2023/24  | 2'05"01 | Spokane    | 26-2-2024 |             |
| 2021/22  | 2'07"48 | Spokane    | 19-2-2022 |             |
| 2018/19  | 2'13"09 | Ancona     | 3-2-2019  |             |
| 2015/16  | 2'24"37 | Magglingen | 30-1-2016 |             |

## Palmarès
| Anno | Manifestazione               | Sede      | Evento         | Risultato  | Prestazione | Note  |
| ---- | ---------------------------- | --------- | -------------- | ---------- | ----------- | ----- |
| 2019 | Europei U20                  | Borås     | 800 m piani    | Semifinale | 2'07"74     |       |
| 2019 | Europei di corsa campestre   | Lisbona   | Corsa juniores | 49ª        | 15'30"      |       |
| 2019 | Europei di corsa campestre   | Lisbona   | A squadre      | Argento    | 29 p.       |       |
| 2021 | Europei U23                  | Tallinn   | 800 m piani    | Batteria   | 2'05"70     |       |
| 2023 | Giochi mondiali universitari | Chengdu   | 800 m piani    | Oro        | 2'04"20     |       |
| 2023 | Giochi mondiali universitari | Chengdu   | 1500 m piani   | Oro        | 4'15"82     |       |
| 2023 | Giochi mondiali universitari | Reno-Ruhr | 800 m piani    | Semifinale | 2'02"88     | [ 1 ] |

## Campionati nazionali
2016
- Eliminata in batteria ai campionati italiani allievi, 800 m piani - 2'16"46

2017
- Bronzo ai campionati italiani allievi, 800 m piani - 2'11"36

2019
- Eliminata in batteria dei campionati italiani assoluti, 800 m piani - 2'08"72
- Bronzo ai campionati italiani juniores, 800 m piani - 2'07"81
- Oro ai campionati italiani juniores, staffetta 4x400 m - 3'48"97
- Eliminata in batteria ai campionati italiani juniores indoor, 800 m piani - 2'13"09

2020
- Eliminata in batteria ai campionati italiani assoluti, 800 m piani - 2'11"73
- Eliminata in batteria ai campionati italiani assoluti, 1500 m piani - 4'34"63
- 8ª ai campionati italiani promesse, 800 m piani - 2'13"39
- Oro ai campionati italiani promesse, staffetta 4x400 m - 3'50"04

2021
- Eliminata in batteria ai campionati italiani assoluti, 1500 m piani - 4'15"36
- Eliminata in batteria ai campionati italiani promesse, 800 m piani - 2'06"19
- Eliminata in batteria ai campionati italiani promesse, 1500 m piani - 4'19"66
- Oro ai campionati italiani promesse, staffetta 4x400 m - 3'46"20

2022
- 4ª ai campionati italiani assoluti, 800 m piani - 2'04"68

2024
- 4ª ai campionati italiani assoluti, 800 m piani - 2'04"77

2025
- 5ª ai campionati italiani assoluti, 800 m piani - 2'01"35
- Argento ai campionati italiani assoluti indoor, 1500 m piani - 4'12"76
- Argento ai campionati italiani assoluti indoor, 800 m piani - 2'02"80

## Altre competizioni internazionali
2023
- 7ª alla BOclassic ( Bolzano) - 16'26"

2025
- Campionati europei a squadre di atletica leggera ( Madrid)[2]